# ノースイースタリー・ホーリング・ライカ
ノースイースタリー・ホーリング・ライカ（英: North-Easthrly Haaling Laika）は、ロシアのシベリア極東地原産のライカ犬種である。ロシア語名はセーベロ・ヴォストーチナヤ・サバーカ（英: Sawero-Wostotschnaja Jesdoeaja Sabaka）。

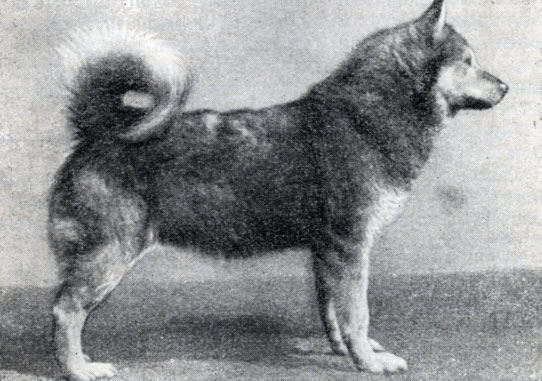
Northeastern Hauling Laika

犬種名は英表記がハイフンでつなげられていることに拠り、その部分が「・」ではなくハイフンやダブルハイフンでつなげられている場合もある。

## 歴史
生い立ちなど詳しい点は不詳だが、かなり古くからシベリア極東地に根付いている地犬である。しかし、純血の犬種であるにもかかわらず、長年定まった犬種名が存在しなかった。この名は1940年代のソ連の畜犬団体が独断により適当につけたものである。
主に犬ぞりを引くためのスレッターとして使われる。猟師を狩猟場まで運ぶだけではなく、医師や獣医師を運んだり、物資の運搬なども行う。又、猟犬として獲物を狩ったり、護畜犬として家畜を泥棒などから守ったり、牧鹿犬などとして家畜を誘導・管理することも出来る万能な作業犬である。
純粋に作業犬として使われており、2007年の時点ではFCIに公認されていない。まず原産地以外では飼育されていない希少な犬種である。かつてソ連の崩壊後に名前を改名するという動きもあったが、結局現在もかつて適当につけられたノースイースタリーの名で呼ばれ続けている。

## 特徴
日本犬や本種と近縁であるシベリアン・ハスキーに似た、スピッツタイプの犬種である。筋肉質でがっしりとした体つきをしていて、力が強い。そり犬としては、一匹あたりおよそ45kg程度の荷物を引くことが出来る。粗食にも耐え、分厚く密生したショートコートにより-45度の酷寒にも耐えられ、とてもサバイバルに適した犬種である。耳は立ち耳、尾はふさふさした巻き尾で、尾はハスキー犬と同様、寝るときに顔にあてることで冷えを防ぐことが出来る。毛色はブラック・アンド・ホワイトなどさまざまである。体高58〜69cm、体重34〜50kgの大型犬で、性格は仕事熱心で仲間意識が強く友好的だが自分がリーダーと認めたもの以外には簡単に服従しない。運動量は非常に多く、寒さに非常に強いぶん暑さに非常に弱いため、高温多湿の気候下での飼育は不向きである。丈夫でかかりやすい病気はほとんど無いが、先述の高温多湿下の場所で飼育すると湿気などで地肌が蒸れて皮膚病になりやすいので注意が必要である。